# Familia Simpson: Filmul
Familia Simpson: Filmul este un film de comedie bazat pe serialul de animație Familia Simpson. Acesta a fost regizat de David Silverman, iar vocile au fost înregistrate de cei care dublau serialul: Dan Castellaneta, Julie Kavner, Nancy Cartwright, Yeardley Smith, Hank Azaria, Harry Shearer, Tress MacNeille, și Pamela Hayden. În el își face apariția Albert Brooks, care îl dublează pe Russ Cargill, conducătorul malefic al Agenției de Protecție a Mediului înconjurător din Statelor Unite care intenționează să distrugă orașul Springfield după ce Homer poluează lacul. După ce este exilat din oraș și abandonat de familia sa, Homer vrea să se revanșeze oprind planul lui Cargill.
Precedentele încercări de a crea o versiune a filmului cu Familia Simpson au eșuat din cauza lungimii prea scurte a scenariului și lipsei actorilor. Eventual, producătorii James L. Brooks, Matt Groening, Al Jean, Mike Scully, și Richard Sakai au început dezvoltarea filmului în 2001. O echipă de scenariști alcătuită din Scully, Jean, Brooks, Groening, George Meyer, David Mirkin, Mike Reiss, John Swartzwelder, Jon Vitti, Ian Maxtone-Graham, și Matt Selman a fost întrunită.
Aceștia au avut multe idei pentru conținut, pe care Groening le-a adunat într-un film. Scenariul a fost rescris de peste o sută de ori, și creativitatea a continuat după începerea producției filmului în 2006. Multe secvențe au fost scoase, incluzând apariții cameo cu Erin Brockovich, Minnie Driver, Isla Fisher, Kelsey Grammer, și Edward Norton. Tom Hanks și Green Day au apărut în ultima secvență scoasă ca ei însuși.
Contracte publicitare au fost făcute cu multe companii, incluzând Burger King și 7-Eleven, magazinele alese fiind transformate în Kwik-E-Mart-uri. Premiera filmului a avut loc în Springfield, Vermont, care a câștigat dreptul de a-l prezenta prima, câștigând o competiție organizată de Fox. Filmul a avut un mare succes la box office, cu încasări de peste 527 milione de dolari. Acesta a primit multe critici pozitive.

## Sinopsis
În timp ce ținea un concert pe Lacul Springfield, trupa de muzică rock Green Day și-a găsit sfârșitul din cauza poluării lacului care le-a dizolvat scena. La praznic, Bunicul a avut o viziune profetică în care prezice pericolul care va veni asupra orașului. Doar Marge îl ia în serios. Lisa și un băiat irlandez numit Colin, cu care s-a îndrăgostit, au ținut o ședință cu care au convins orășenii să curețe lacul.
Între timp, Homer adoptă un porc din restaurantul Krusty Burger și îl numește „Spider Pig” (în română Porcul păianjen). Homer depozită excrementele porcului într-un siloz pe care îl umple în două zile. Marge îi spune să-l evacueze într-un loc sigur. Totuși, Homer nu îi respectă sfatul și îl aruncă în lac, repoluându-l. Câteva momente mai târziu, o veveriță sare în lac și suferă mai multe mutații genetice. Flanders și Bart descoperă veverița în timpul unei plimbări, și EPA o capturează. Russ Cargill, șeful organizației, prezintă cinci opțiuni Președintelui Schwarzenegger pentru a opri răspândirea poluării; el alege aleatoriu una dintre ele: închiderea Springfieldului într-un dom mare de sticlă. Când poliția descoperă silozul lui Homer în lac, o mulțime de orășeni se apropie de casa familiei Simpson și îi dau foc, dar familia scapă printr-un canal săpat în pământ și fuge în Alaska.
Cetățenii închiși au avariat domul și Cargill, nedorind ca ceea ce a făcut să se răspândească în mass-media, plănuiește să distrugă Springfieldul. În Alaska, familia Simpson vede o reclamă pentru un nou Mare Canion, localizat în locul orașului lor. Marge și copii vor să plece și să salveze orașul, dar Homer refuză să ajute oamenii care au încercat să-l omoare. Restul familiei îl abandonează, dar este capturată de EPA și dusă înapoi în dom. După o vizită la un misterios șaman inuit, Homer are o epifanie și crede că trebuie să salveze orașul pentru a se salva pe sine.
Cum ajunge în Springfield, un elicopter lasă o bombă suspendată de o frângie în dom. Homer se cațără până la vârful acestuia, dar când își dă drumul dă jos toți oamenii care încercau să scape. Mai mult, el a reușit să reducă la jumătate timpul până la explozie. Homer ia bomba și conduce o motocicletă. După ce se reunește cu Bart, ei se învârt în partea superioară a domului. Bart aruncă bomba prin gaura, cu câteva secunde înainte de detonare. Bomba explodează, spărgând domul. Orașenii îl elogiază pe Homer, care conduce cu Marge motocicleta în timpul asfințitului. Orașul revine la normal.

## Producție

### Formare
Conducerea seriei a dorit un film cu Familia Simpson de mai de mult în timpul seriei. Creatorul serialului, Matt Groening, a dorit un film de lung metraj care să permită lărgirea timpului și secvențelor prea complexe pentru un serial TV. A inteționat să facă un film după terminarea serialului, "dar acesta [...] nu ar fi primit critici pozitive." S-a încercat adaptarea episodului „Kamp Krusty” din cel de-al patrulea sezon într-un film, dar erau întâmpinate dificultăți în expansiunea episodului într-unul de lung metraj. Pentru mult timp proiectul a fost planificat. Era dificilă și găsirea unei povești care sa fie suficient de mare pentru un film, dar echipa nu a avut destul timp să termine un asemenea proiect, deoarece lucrau numai la serial. Groening ar fi vrut să facă Simpstasia, o parodie după Fantasia; nu a fost niciodată produsă, parțial din cauză că era prea greu să se scrie un scenariu pentru un film de lung metraj. Înainte de deces Phil Hartman a spus că ar fi vrut să facă un film live action cu Troy McClure. Stafful și-a exprimat dorința de a ajuta la crearea acestuia.
Castingul dublajelor a fost semnat în 2001, care a lucrat la scenariu.. Inițial, producătorii erau îngrijorați că crearea filmului ar fi avut un efect negativ aspura serialului, deoarece nu ar fi avut destui actori care să-și concentreze atenția pentru ambele proiecte. Cum seria a progresat, scriitori și animatori adiționali au fost angajați pentru ca filmul și serialul să poată fi produse în același timp. Groening și James L. Brooks i-au invitat înapoi pe Mike Scully și Al Jean (care au mai lucrat la scenariul serialului) să ajute la producerea filmului.
Apoi au semnat cu David Silverman (care înainte de proiect și-a dat demisia de la Pixar) să regizeze filmul. Cea mai bună echipă de scenariști a fost adunată, împreună cu următorii scriitori ai serialelor primelor sezoane: David Mirkin, Mike Reiss, George Meyer, John Swartzwelder și Jon Vitti. Ian Maxtone-Graham și Matt Selman s-au alăturat mai târziu echipei. Sam Simon nu s-a întors plecând din cauza diferențelor de creativitate în 1993. Scriitorul original Conan O'Brien a vrut să lucreze în stafful filmului, glumind că "Sunt îngrijorat că porțiunea creierului care o foloseam la scrisul scenariilor pentru Familia Simpson a fost distrusă după 14 ani de vorbit cu Lindsay Lohan și acel tip din One Tree Hill, probabil că este mai bine pentru toți." Și regizorul Brad Bird dorea să se alăture, dar nu a avut timp din cauza muncii la filmul Ratatouille. Producătorii au făcut o înțelegere cu Fox în care li se permitea abandonarea producției filmului în orice moment dacă ei simțeau că scenariul este nesatisfăcător.

### Animație

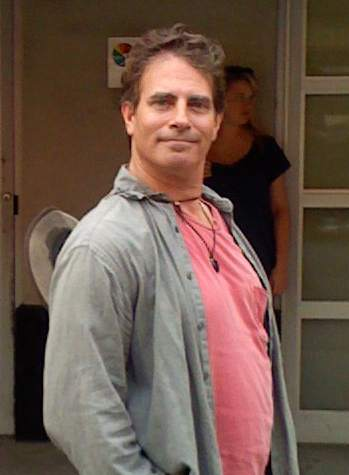
Regizorul David Silverman a vizionat câteva episoade pe care le-a regizar pentru inspirație he had directed for inspiration.

Animarea filmului a început în ianuarie 2006, cu un scurt-metraj din seria Itchy & Scratchy . Groening a refuzat să facă un film cu oameni sau unul computerizat numind animația filmului "Deliberat imperfectă" și "un tribut al artei desenării manuale". Filmul a fost produs într-un format widescreen cu aspectul ratio de 2.35:1, pentru a-l distinge de lookul serialului de televiziune și colorat cu cea mai mare gamă de culori pe care au animatorii au avut-o vreodată. Mare parte din animație a fost făcută utilizând Tablete Wacom Cintiq, care permit imaginii să fie desenată direct pe un monitor de calculator pentru a facilita desenarea. Desenele au fost făcute în mai multe studiouri din lume: Film Roman în Burbank, California, Rough Draft Studios în Glendale, California, și AKOM și divizia Rough Draft din Seul, Coreea de Sud. Ca la serialul televizat, povestea, personajele, fundalurile și o parte din animație în America. Studiourile au început cu animație tradițională și a continuat cu procesul de desenare cu cerneală și vopsea digitală.
Regizorul David Silverman a afirmat că spre deosebire de serialul TV de unde „tu trebuie să iei și să alegi”, filmul a dat oportunitatea să „concentreze atenția pe fiecare scenă în parte". Personajele au avut umbre, ceea ce nu aveau în serial. Silverman și animatorii s-au uitat la filme ca Incredibilii, Tripleții din Belleville și Zi Rea la Piatra Neagră pentru inspirație, deoarece dădeau informații despre plasarea personajelor. Ei au cătat idei pentru o secvența de vis, în filmele Disney Dumbo și desenul cu Pluto Pluto's Judgment Day, și scene din Este o lume Nebună, Nebună, Nebună, Nebună. Silverman a vizionat și unele episoade regizate de el din Familia Spimpson, în principal la cele două favorite, „Homie clovnul” și „Trei oameni și o revistă cu benzi desenate”. Mike B. Anderson, Lauren MacMullan, Rich Moore, și Steven Dean Moore au regizat un sfert din film sub supravegherea lui Silverman, cu alți numeroși animatori lucrând la scene.

### Distribuție
Sursa:
- Dan Castellaneta - Homer Simpson, Abe Simpson, Groundskeeper Willie, clovnul Krusty, Mr. Teeny, Sideshow Mel, primarul Quimby, ofițerul EPA, Itchy, Barney Gumble, Hans Moleman, Plopper, avocatul lui Burns, Rich Texan
- Julie Kavner - Marge Simpson, Patty și Selma Bouvier
- Nancy Cartwright - Bart Simpson, Maggie Simpson, Nelson Muntz, Ralph Wiggum, Todd Flanders, fiica TV
- Yeardley Smith - Lisa Simpson
- Pam Hayden - Milhouse Van Houten, Rod Flanders
- Hank Azaria - Moe Szyslak, Apu Nahasapeemapetilon, Comic Book Guy, Cletus Spuckler, Carl, Bumblebee Man, Dr. Nick, șeful poliției Clancy Wiggum, Gabbo, ofițerul Lou
- Harry Shearer - Mr. Burns, Smithers, Ned Flanders, Rainer Wolfcastle, Reverend Lovejoy, Lenny, Dr. Hibbert, Kent Brockman, Scratchy, Seymour Skinner, Otto Mann, Președintele Schwarzenegger, Skull
- Tress MacNeille - Medicine Woman, Colin, Cookie Kwan, Lindsey Neagle, Agnes Skinner, fiu TV, Mrs. Muntz, Elly]
- Marcia Wallace - Edna Krabappel
- Russi Taylor - Martin Prince
- Maggie Roswell - Helen Lovejoy, Miss Hoover
- Albert Brooks - Russ Cargill
- Karl Wiedergott - Bărbat, ofițer EPA
- Phil Rosenthal - TV Dad
- Joe Mantegna - Tony Grasu'
- Green Day - ei însuși
- Tom Hanks - el însuși

Pentru scenele din film cu mulțimile, producătorii s-au inspirat dintr-un poster conținând mai mult de 320 de personaje din serialul animat. Groening a declarat că a încercat să includă toate personajele din serie în film, 98 dintre ale având și replici, cu multe dintre personajele din mulțime fiind personaje cunoscute în loc de persoane oarecare. Vocile personajelor sunt redate de aceeași actori ca și în serial: Dan Castellaneta, Julie Kavner, Nancy Cartwright, Yeardley Smith, Hank Azaria și Harry Shearer, precum și Tress MacNeille, Pamela Hayden, Marcia Wallace, Maggie Roswell, Russi Taylor și Karl Wiedergott, care s-au întors pentru a-și reinterpreta personajele. Joe Mantegna este vocea lui Fat Tony, în timp ce lui Albert Brooks, care a furnizat mai multe voci care să imite personajele din lumea reală invitate în emisiune, i s-a oferit rolul lui Russ Cargill, după ce și-a exprimat dorința de a participa în cadrul filmului. Timp de o săptămână el și-ar fi dorit să rejoace rolul lui Hank Scorpio din episodul „You Only Move Twice”, dar conducerea a considerat că este mai bine să creeze un personaj nou.
Actorii au parcurs pentru prima dată scenariul în mai 2005, și au participat la înregistrări săptămânal începând cu iunie 2006 până laa terminarea filmului. James L. Brooks i-a regizat pentru prima după multă vreme, ocupându-se de regia episoadelor din primele sezoane. Castellaneta a considerat că sesiunile de înregistrări au fost „mai intense” decât cele pentru seria televizată, și „mult mai dramatice din punct de vedere emoțional”. Unele scene, precum mesajul video al lui Marge către Homer, a fost înregistrat de peste o sută de ori, epuizându-i pe actori.
Scenariștii au scris scena de deschidere a filmului cu concertul fără a avea în minte o anumită formație. În cele din urmă formația Green Day și-a exprimat dorința de a face parte din distribuție. Tom Hanks a jucat ca el însuși și a acceptat să apară în film după doar un singur apel telefonic. Creatorul lui Everybody Loves Raymond, Philip Rosenthal, și-a oferit vocea tatălui pentru „reclama cu noul Mare Canion” cu Hanks. Din cauza constrângerilor de timp, mai mulți actori care au înregistrat scene au fost scoși din montajul final, cum a fost și cazul lui Minnie Driver, Isla Fisher și Erin Brockovich.
Deși nu a participat la filmări, Arnold Schwarzenegger este Președintele Statelor Unite ale Americii în film. A fost ales ca înlocuitor al președintelui de atunci, George W. Bush, deoarece altfel, „în doi ani [...] filmul [ar fi] învechit”. Brooks era agitat din cauza acestei idei, deoarece „sondajele de opinie privindu-l pe Schwarzenegger erau foarte jos”, sperând că el „își va reveni din punct de vedere politic”. Animatorii au început prin a desena o caricatură a lui Schwarzenegger, dar unul dintre animatori a sugerat o variantă modificată a lui Rainier Wolfcastle ca președinte. Ideea sa s-a materializat, fiind preluat designul lui Wolfcastle, el însuși fiind o caricatură de-a lui Schwarzenegger, cu mai multe riduri și o altă tunsoare.

### Montaj
Fiecare aspect al filmului a fost atent analizat, cu povestea, glumele și personajele fiind des rescrise. Deși în multe filme de animație nu se fac schimbări importante din cauza restricțiilor impuse de buget, distribuția lui Familia Simpson: Filmul a continuat să participe la modificarea filmului în 2007 până în luna mai, cu numai două luni înainte de lansarea filmului. James L. Brooks a menționat că, „70 la sută din lucrurile [dintr-unul din trailere], bazate pe unde eram acum opt săptămâni, nu mai sunt prezente în film.” Groening a mai spus că s-a tăiat destul material pentru încă două filme. Au fost create mai multe personaje, dar scoase din film deoarece nu contribuiau semnificativ la dezvoltarea poveștii. Inițial, Marge era personajul care avea viziunea profetică din biserică. Scenariștii au considerat că ar destinde atmosfera dacă l-ar folosi pe Bunicul.

### Muzică
James L. Brooks l-a ales pe Hans Zimmer să compună coloana sonoră a filmului, fiind buni prieteni și buni colaboratori. Zimmer a luat coloana sonoră a filmului ca pe o „provocare unică”, încercând să „exprime stilul Simpsons fără a plictisi audiența”. S-a folosit de tema de deschidere a serialului compusă de Danny Elfman, dar nu a vrut să abuzeze de ea. A creat câte o temă pentru fiecare membru al familie. S-a concentrat mai mult pe laitmotivul lui Homer, compunând teme minore și pentru Bart și Marge. Compozitorului serialului de televiziune, Alf Clausen, nu i s-a propus să participe la coloana sonoră a filmului, menționând faptul că: „uneori ești parbrizul, alteori ești insecta”.
Pe lângă piesa din film, Green Day și-a înregistrat propria variantă a temei „Simpsons”, pe care au lansat-o ca single. Zimmer a transformat cântecul Porcului Păianjen într-o piesă corală, ca pe o glumă pe care nu ar fi intenționat să o includă în film. Zimmer a fost nevoit să scrie versurile în 32 de limbi pentru lansarea internațională a filmului. Cel mai greu i s-a părut să-l traducă în spaniolă. Același cor a învățat versurile pentru fiecare limbă.

## Lansare

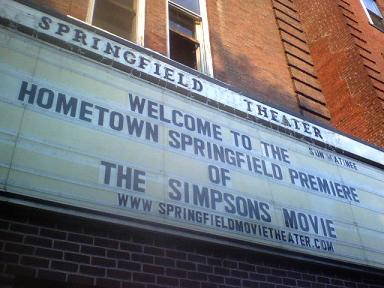
Semnul de la premiera filmului, care a avut loc în Springfield, Vermont.

### Marketing

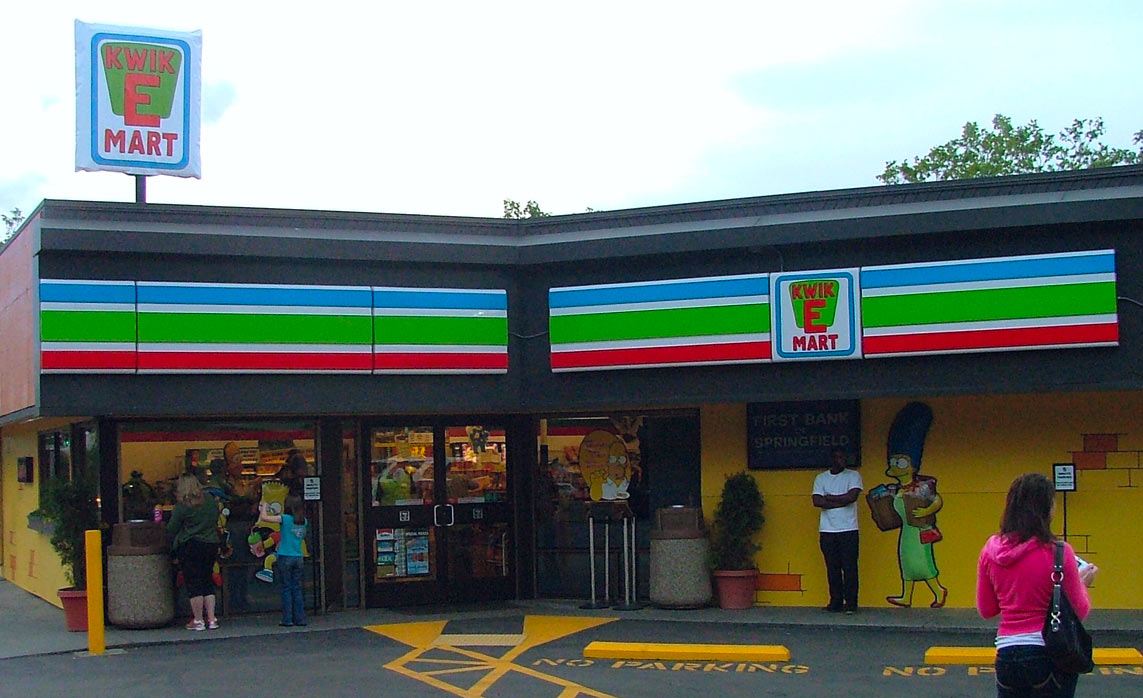
Un magazin 7-Eleven din Seattle transformat într-un Kwik-E-Mart.

### Media

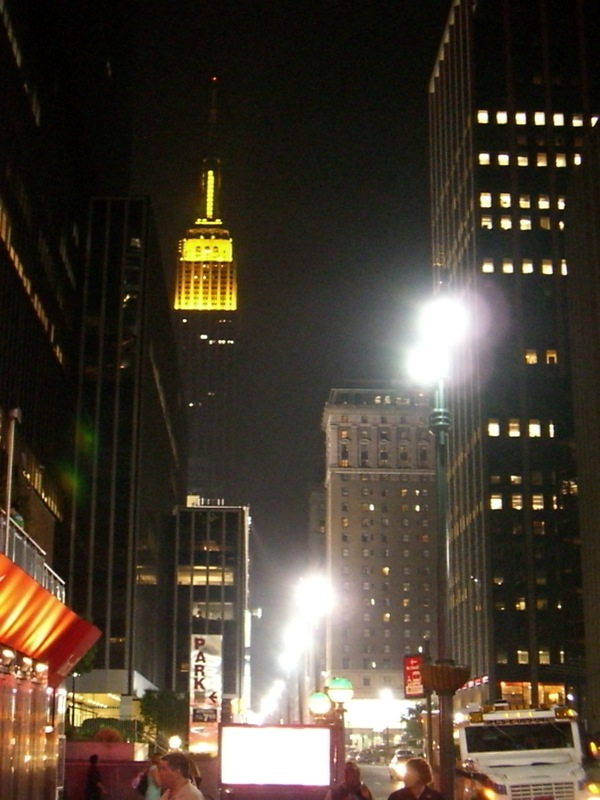
Empire State Building a fost iluminat cu galben pentru a promova lansarea filmului pe DVD.

### Recenzii

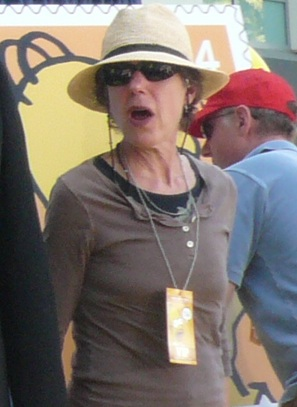
Julie Kavner a fost lăudată pentru interpretarea emoțională oferită în rolul lui Marge și a fost nominalizată la Premiile Annie pentru interpretare vocală.